# 1201
1201 (MCCI) je bilo navadno leto, ki se je po julijanskem koledarju začelo na ponedeljek.

## Dogodki

### Evropa

#### Priprave za četrto križarsko vojno
- marec - Ker Genova odstopa od sodelovanja v novi križarski vojni, pokažejo Benečani interes za prevoz vojske v Sveto deželo. Organizator pohoda Teobald III. Šampanjski se pogodbeno zaveže z Benetkami za transport vojske v velikosti 33.500 križarjev proti fiksnemu plačilu. Benečani začno z gradnjo dodatnih ladij in urjenjem njihovih posadk.
- 24. maj - Po umrlem grofu Šampanje Teobaldu III. prevzame regentstvo visoko noseča vdova Blanka Navarska, ki teden dni kasneje rodi dediča Teobalda IV.. Kot organizator nove, četrte križarske odprave, umrlega Teobalda nasledi markiz Bonifacij Montferaški.
- Srečanje med nemškim štaufovskim kraljem Filipom Švabskim in novim voditeljem križarske odprave Bonifacijem Montferaškim, ki ga spremlja Aleksej Angel, sin odstavljenega bizantinskega cesarja Izaka II. Angela. Aleksej Angel poda predlog, da bi križarji za cilj namesto Levanta izbrali Konstantinopel ter restavrirali oblast njegovega očeta Izaka II. 1202 ↔

#### Ostalo po Evropi
- 21. marec - Umrlega danskega nadškofa Absalona, ki je vodil nadškofijo Lund, nasledi novi nadškof Lunda Anders Sunesen.
- 4. maj - Močan potres v dolini reke Lieser v avstrijski Koroški.
- 10. junij - Papež Inocenc III. razglasi za sicilskega kralja Valterja III., grofa Brienna, ki se je vženil v hišo bivših sicilskih vladarjev Hauteville. Valterju III. sicer nikoli ne uspe uveljaviti pravic do prestola.
- 25. julij - Umrlega valižanskega kralja žepne kraljevine Deheubarth Gruffydda ap Rhysa II. nasledi sin Maelgwn ap Rhys.
- 29. julij - Umre nesojena francoska kraljica Neža Meranijska iz bigamistične zveze s francoskim kraljem Filipom II., ki je v pravno veljavnem smislu od leta 1193 poročen z dansko princeso Ingeborg. Papež Inocenc III. ustreže kraljevi prošnji, da legitimizira otroka Filipa Hurepela in Marijo iz tega neveljavnega zakona.
- 31. julij - Na bizantinskem prestolu poskusi srečo uzurpator Ivan Komnen Debeli. Bizantinsko ljudstvo mu je sicer naklonjeno, saj jim je dovolj razočaranj s strani aktualnega cesarja Alekseja III. Angela, vendar Varajagi v službi cesarja preprečijo puč.
- Papež Inocenc III. javno prizna velfovca Otona Braunschweigovskega za legitimnega nemškega kralja. Štaufovska stranka, ki podpira Filipa Švabskega, izgubi še podporo mejnega grofa Turingije Hermana I.
- Bolgarski car Kalojan osvoji bizantinski mesti Konstanteia in Varna.
- Novi livonski škof Albert iz Buxhoevedna ustanovi Rigo na lokaciji, kjer je že bil starejši nemški trgovski zaselek. Postopno osvajanje in pokristjanjevanje Livonije (današnja Estonija) traja več kot tri desetletja.

- V vojni s Perugio je ujet mladi vojščak in sin trgovca s svilo Giovanni di Pietro di Bernardone z vzdevkom Frančišek. V ujetništvu ga Peružani držijo eno leto preden ga verjetno v zameno za odkupnino izpustijo. 1204 ↔

### Azija

#### Bližnji vzhod
- Po smrti antiohijskega kneza Bohemonda III. se v majhni kneževini začne dolga državljanska vojna za nasledstvo. Glavna pretendenta sta Bohemondov III. sin Bohemond IV. in vnuk Rajmond-Rupen (sin tripolitanskega grofa Rajmonda IV.). Sprva oblast prevzame Bohemond III., vendar ga njegov nečak Rajmond-Rupen, ki ima močno zaslombo pri Armencih, vseskozi ogroža.
- Gruzijska kraljica Tamara Velika preda novo osvojene severnovzhodne maloazijske province v fevd armenskemu generalu Zakariji, ki je s tem začetnik dinastije Zakaridov v tem delu zgodovinske Armenije. Prestolnica je mesto Ani.

#### Daljni vzhod
- Mongolija: kan Džamuka osnuje koalicijo trinajstih sovražnih plemen proti konfederaciji Hamag, ki jo vodi kan Temudžin (Džingiskan).↓
- jesen → Spopad med Džamukovo koalicijo in Temudžinovo konfederacijo Hamag, ki se ji pridružijo še Kereidi. Temudžin, ki vodi vojsko centalizirano, porazi Džamuko, ki vodi vojsko glede na plemensko ureditev. Popolno oblast si Temudžin nad mongolskimi stepami zagotovi šele čez 5 let. 1206 ↔

### Afrika
- Tretje leto izjemno nizkega poplavljanja reke Nil (1199-1202).

## Rojstva
- 18. februar - Nasir at-Tusi, arabski filozof, matematik, astronom, teolog, zdravnik († 1274)
- 30. maj - Teobald IV., francoski plemič, šampanjski grof, navarski kralj (I.) († 1253)
- 5. september - Alicija Bretonska, vojvodinja († 1221)
- 9. oktober - Robert de Sorbon, francoski teolog († 1274)

Neznan datum
- Arnold FitzThedmar, angleški kronist († 1274)
- Danilo Galicijski, kralj Galicije († 1264)
- Filip I., grof Boulogneja († 1235)
- Ivan I., švedski kralj († 1222)
- Ladislav III., madžarski kralj († 1205)
- Richard de Fournival, francoski enciklopedist, pesnik († 1260)
- Robert I. Courtenayski, cesar Latinskega cesarstva († 1228)

## Smrti
- 21. marec - Absalon, danski nadškof, vojskovodja (* 1128)
- 24. maj - Teobald III. Šampanjski, grof Šampanje in prvi vodja četrtega križarskega pohoda (* 1179)
- 25. julij - Gruffydd ap Rhys II., valižanski kralj Deheubartha
- 29. julij - Neža Meranijska, francoska kraljica
- 31. julij - Ivan Komnen Debeli, bizantinski uzurpator
- 5. september - Konstanca Bretonska, vojvodinja (* 1161)

Neznan datum
- Bohemond III., antioški knez (* 1144)
- Léonin, francoski skladatelj (* 1150)